# La Campiña (Sevilla)
La Campiña es una de las siete comarcas naturales en que tradicionalmente se ha dividido la provincia de Sevilla. Es la zona más extensa abarcando cerca de 5000 km² llegando a una altitud máxima de 600 metros.
Es rica en restos arqueológicos de todas las épocas, se pueden encontrar desde los prehistóricos dólmenes hasta murallas, necrópolis, termas, etc. de la época romana, también elementos del período musulmán como fortalezas.[cita requerida]
Además de la riqueza cultural y monumental, también posee una riqueza paisajística enorme con distintos hábitats naturales repletos de lagunas que también atraen bastante variedad animal, desde aves acuáticas hasta grandes mamíferos y bovinos.
Al ser de tan tremendo tamaño tiene terrenos repletos de distinta arboleda y campos de cultivos, por eso mismo está considerada como un granero.
Debido a los distintos cultivos que se realizan su variedad gastronómica es muy dispar pudiéndose encontrar los ingredientes principales para realizar la tan famosa dieta mediterránea, asimismo sus municipios son famosos por ser la cuna de los mejores postres y dulces sevillanos (polvorones, mostachones, mantecados, etc.) que después son comercializados de manera nacional e internacional.[cita requerida]

## Municipios
La comarca sevillana de La Campiña está compuesta por los siguientes municipios:
- Cañada Rosal
- Morón de la Frontera
- Los Palacios y Villafranca
- Marchena
- Écija
- La Puebla de Cazalla
- Lantejuela
- Los Molares
- Paradas
- Osuna
- Utrera
- Dos Hermanas
- Carmona
- Lora del Río
- La Campana
- Fuentes de Andalucía
- Arahal
- La Luisiana
- Alcalá de Guadaíra
- El Viso del Alcor
- Mairena del Alcor
- El Coronil